# Dimitris Tsitsos
Dimitris Tsitsos (gr. Δημήτρης Τσίτσος; ur. 27 września 2000) – grecki lekkoatleta specjalizujący się w rzucie oszczepem.
Brązowy medalista mistrzostw Europy U20 z 2019 roku.
Reprezentant Grecji w drużynowych mistrzostwach Europy, stawał na podium mistrzostw krajów bałkańskich juniorów.
Rekord życiowy: 77,79 (21 lipca 2019, Borås).

## Osiągnięcia
| Rok  | Impreza                                     | Miejsce   | Pozycja     | Wynik              |
| ---- | ------------------------------------------- | --------- | ----------- | ------------------ |
| 2015 | Olimpijski festiwal młodzieży Europy (EYOF) | Tbilisi   | 7. miejsce  | 59,59 (700 gramów) |
| 2019 | Mistrzostwa Europy U20                      | Borås     | 3. miejsce  | 77,79              |
| 2019 | Superliga drużynowych mistrzostw Europy     | Bydgoszcz | 11. miejsce | 69,00              |